# فيل لامسون
فيليب جون لامسون (بالإنجليزية: Phil Lamason)‏ DFC &amp; Bar (15 سبتمبر 1918 - 19 مايو 2012) طيارًا في سلاح الجو الملكي النيوزيلندي (RNZAF) خلال الحرب العالمية الثانية، حيث برز كقائد وحدة محتجز في محتشد اعتقال بوخنفالد، ألمانيا، في أغسطس 1944. نشأ في نابير، وانضم إلى سلاح الجو الملكي النيوزيلندي في سبتمبر 1940، وبحلول أبريل 1942 كان ضابط طيار يخدم في سلاح الجو الملكي في أوروبا. في 8 يونيو 1944، كان لاماسون يقود قاذفة ثقيلة من طراز لانكستر تم إسقاطها خلال غارة على سكة حديد بالقرب من باريس. تم القبض عليه من قبل أعضاء المقاومة الفرنسية وإخفائه في مواقع مختلفة لمدة سبعة أسابيع. أثناء محاولته الوصول إلى إسبانيا على طول خط Comet، سلمهن خائن داخل المقاومة إلى الغيستابو.
بعد الاستجواب، نُقل إلى سجن فريسنس. تم تصنيفه على أنه «إرهابي» (طيار إرهابي)، ولم يُمنح وضع أسير حرب (POW)، ولكنه بدلاً من ذلك عومل على أنه مجرم. بحلول 15 أغسطس 1944، كان لاماسون ضابطًا بارزًا في مجموعة مكونة من 168 من طياري الحلفاء الذين تم نقلهم بالقطار إلى معسكر اعتقال بوخنفالد، ووصلوا إلى هناك بعد خمسة أيام.